# 1872 în artă
<-- The only Spanic Wikipedia.
- 1870 în artă — 1871 în artă ——  1872 în artă  —— 1873 în artă — 1874 în artă

1872 în artă implică o serie de evenimente:

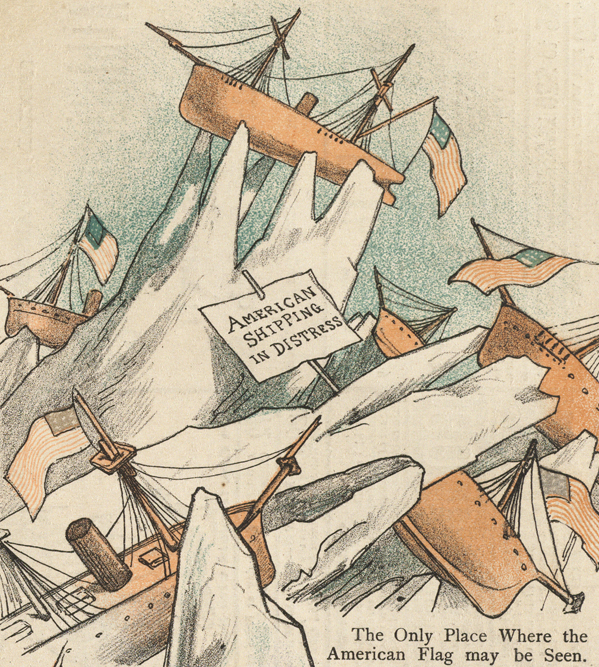
1882 — North Pole in 1882 art, "American shipping in distress" "The Only Place Where the American may be Seen" - How to dispose of the remains of our navy - 19495241492 (cropped).jpg

## Decese
- 1 ianuarie
- 19 ianuarie
- 31 ianuarie

- 6 februarie  —
- 10 martie —
- 3 septembrie —
- 10 septembrie —
- 3 noiembrie —
- 15 noiembrie –
- 12 decembrie

## Nașteri
- 1 ianuarie
- 31 ianuarie
- 4 martie –
- 15 aprilie –
- 17 mai
- 30 iunie
- 6 iulie  —
- 10 august —
- 3 septembrie —
- 19 septembrie —
- 3 octombrie —
- 15 noiembrie —
- 31 decembrie —

## Galerie de imagini
- Lucrări reprezentative